# Jernej Selak
Jernej Selak, slovenski pravnik, politični in upravni uradnik, * 17. avgust 1789, Jarčja Dolina, † 3. september 1866, Trst.

## Življenje in delo
V Ljubljani je v letih 1813−1915 obiskoval licej. Ni znano kje je nadaljeval s študijem prava. Vsaj od leta 1824 je bil okrajni komisar in sodnik v Štanjelu.  Nato je služboval v Labinu (1825), Malem Lošinju (1826) v Podgradu (1828), kjer je bil okrajni komisar in sodnik. V letih 1829−1835 je bil okrajni komisar v Volosku. Od leta 1836 je bil adsesor (prisednik) tržaškega magistrata. V času marčne revolucije je bil obtožen, da je prijavil Domenica Rossetija kot pripadnika organizacije Giovane Italia in zato pregnan iz Trsta. Kasneje je zapustil delo v državni upravi in verjetno 1852 postal notar v Trstu.